# Werner von Steußlingen (Magdeburg)
Werner von Steußlingen (auch Werinher, Wessilo, Wezilo, Wezelin, Wezel, Wezelo; * um 1010, vermutlich in Altsteußlingen; † erschlagen in Thüringen am 8. August 1078) war Graf von Dassel und von 1063 bis 1078 Erzbischof von Magdeburg. Seine Amtszeit fiel in die Zeit des Konfliktes zwischen Heinrich IV. und dem sächsischen Adel.

## Leben
Werner von Steußlingen stammte aus dem schwäbischen Adelsgeschlecht der Edelfreien von Steußlingen und war der Sohn Walters von Steußlingen (* um 980) und dessen Ehefrau Eggela. Sein Bruder war der Kölner Erzbischof Anno II.
Nach dem Tode Engelhards wählte das Domkapitel zunächst den Propst Friedrich von Landsberg, einen sächsischen Adligen, zum neuen Erzbischof. Die beiden Vormunde Heinrichs IV., die Erzbischöfe Anno und Adalbert, sorgten vor dem Hintergrund des Streites zwischen dem König und den Sachsen dafür, dass anstelle Friedrichs der als ungefährlich eingeschätzte Werner Erzbischof von Magdeburg wurde.
Ab 1063/1064 ließ Werner das Kloster Unser Lieben Frauen neu errichten und begann den Bau der Kirche. Bischof Burchard II. von Halberstadt, seinen Neffen, unterstützte er bei der Gründung der Huysburg, indem er den Mönch Thizelin aus dem Kloster Berge zur Huysburg sandte. Während Werners Amtszeit erhielt das Erzstift 1064 von Kaiserin Agnes das (heute unbekannte) Dorf Subitzi und im Januar 1071 von der Canonissin Judith in Quedlinburg elf Hufen Land in Zehling und Osmarsleben.
Ungeachtet dessen, dass er eigentlich als Parteigänger Heinrichs IV. eingesetzt worden war, stellte er sich im Investiturstreit auf die Seite dessen Gegner. Als Gründe werden Heinrichs zügelloser Lebenswandel nach dessen Mündigwerden 1065 und das im Gegensatz zu den oberdeutschen Städten weitgehend konfliktfreie Verhältnis zwischen dem Erzstift und der Stadt Magdeburg, die ein Gegner Heinrichs war, vermutet.
Nach dem Sieg Heinrichs in der Schlacht bei Spier am 25. Oktober 1075 geriet Werner in Gefangenschaft und wurde zunächst nach Goslar gebracht. Im Januar 1076 schickte ihn der Kaiser nach Süddeutschland und entließ ihn schließlich im Mai 1076 aus der Gefangenschaft. Statt jedoch im Sinne Heinrichs zu wirken, schloss sich Werner während dessen Gang nach Canossa dem Gegenkönig Rudolf von Rheinfelden an. Als es zwischen diesem und dem aus Italien zurückgekehrten Heinrich IV. am Flüsschen Streu bei Mellrichstadt im Würzburgischen am 7. August 1078 zur Schlacht kam, ergriff Werner mit dem Bischof von Merseburg und anderen Prälaten die Flucht. Auf der Flucht wurde er im Thüringer Wald bei der „Laube“ von einem Bauern erschlagen. Sein Leichnam wurde nach Magdeburg überführt und im Kloster „Unser Lieben Frauen“ beigesetzt.